# Pax Europaea
La Pax Europaea (en français : « Paix européenne »  – sur le modèle de Pax Romana) a été une période de paix relative en Europe (Grèce et Turquie incluses) depuis la Seconde Guerre mondiale – paix souvent associée à la création de l'Union européenne (UE) et ses prédécesseurs. Après la guerre froide, cette paix s'est étendue à l'essentiel de l'Europe centrale et de l'Europe de l'Est, avec les notables exceptions des guerres de Yougoslavie, du conflit nord-irlandais et des conflits post-soviétiques. En 2012, l'UE reçoit le prix Nobel de la paix. Selon certains observateurs, elle est fragilisée par l'invasion de l'Ukraine par la Russie en 2022, qui est le plus gros conflit en Europe depuis la Seconde Guerre mondiale.